# Джеймс, Асмаа
Асмаа Джеймс — журналистка из Сьерра-Леоне и активистка за права женщин. Входит в число 100 самых вдохновляющих и влиятельных женщин мира Би-би-си за 2019 год.

## Ранние годы и образование
Джеймс родилась во Фритауне и выросла сиротой в Пуджехуне. В 2016 году онаполучила награду Mandela Washington Fellowship for Young African Leaders, что дало ей возможность отточить свои навыки и профессионально развиваться в высшем учебном заведении в Соединённых Штатах.

## Карьера
Ведёт программу о правах человека для «Доброе утро, Сьерра-Леоне» на Radio Democracy 98.1. До этого работала корреспондентом на радио. Была менеджером Радио Демократии (www.radiodedemocracy.sl), независимой радиостанции, принадлежащей гражданскому обществу. Также была вице-президентом Союза репортеров Сьерра-Леоне и президентом организации «Женщины в СМИ Сьерра-Леоне» (WIMSAL), которая поддерживает продвижение женщин в средствах массовой информации и обеспечивает защиту и наращивание потенциала своих членов.
Джеймс основала Фонд Асмаа Джеймс после эпидемии лихорадки Эбола. Её фонд оказывает поддержку девочкам из неблагополучных семей, предоставляя им доступ к образованию в области репродуктивного здоровья, стипендиям, наставничеству и обучению жизненным навыкам. В декабре 2018 года она инициировала кампанию «Чёрный вторник» в знак протеста против роста изнасилований и жестокого обращения с девочками младше 12 лет. Эта кампания призывала женщин носить чёрное в последний вторник каждого месяца. Кампания побудила действующего президента объявить чрезвычайное положение в отношении изнасилований и реформировать политику в отношении сексуального насилия.

## Награды и признания
- 2014 — Комиссия по независимым СМИ признала Джеймс самой выдающейся журналисткой Сьерра-Леоне[1].
- 2016 — Mandela Washington Fellow[4]
- 2019 — Признана одной из 100 женщин Би-би-си.